# Billawar
Billawar (o Bilaur) è una città dell'India di 4.905 abitanti, situata nel distretto di Kathua, nel territorio del Jammu e Kashmir. In base al numero di abitanti la città rientra nella classe VI (meno di 5.000 persone).

## Geografia fisica
La città è situata a 32° 37' 0 N e 75° 37' 0 E e ha un'altitudine di 844 m s.l.m..

## Società

### Evoluzione demografica
Al censimento del 2001 la popolazione di Billawar assommava a 4.905 persone, delle quali 2.775 maschi e 2.130 femmine. I bambini di età inferiore o uguale ai sei anni assommavano a 567, dei quali 337 maschi e 230 femmine. Infine, coloro che erano in grado di saper almeno leggere e scrivere erano 3.409, dei quali 2.165 maschi e 1.244 femmine.